# Den rene himmel
Den rene himmel (russisk: Чистое небо, translit.: Tjistoe Nebo) er en sovjetisk spillefilm fra 1961 produceret af Mosfilm og instrueret af Grigorij Tjukhraj.
Filmen havde dansk premiere den 29. januar 1962 i Alexandra biografen i København.

## Handling
Filmen foregår i USSR i 1940'erne og 1950'erne. Under krigen bliver den sovjetiske pilot Aleksej Astakhov taget til fange, men det lykkes ham senere at flygte. Efter krigen behandles Aleksej med mistro og mistænksomhed - han er en soldat, der havde været i fangenskab og har derved "sværtet den sovjetiske pilots moralske karakter". Aleksej lider, kan ikke finde arbejde inden for sit felt eller et sted i livet. Sasja Lvovas kærlighed, som hun har båret gennem krigen, og vanskelighederne i efterkrigstiden redder ham. Efter Stalins død bliver Astakhov kaldt til forsvarsministeriet, hvor han bliver rehabiliteret og får returneret sine militære ordener. Han vender tilbage til eskadrillen og bliver testpilot.

## Medvirkende
- Jevgenij Urbanskij som Aleksej Astakhov
- Nina Drobysjeva som Sasja Lvova
- Natalja Kuzmina som Ljusja
- Vitalij Konjajev som Petja
- Georgij Kulikov som Mitja